# Bromskirchen
Bromskirchen is een gemeente in de Duitse deelstaat Hessen, en maakt deel uit van de Landkreis Waldeck-Frankenberg.
Bromskirchen telt 1.905 inwoners.
De inwoners van het dorp zijn grotendeels werkzaam in de landbouw en dienstensector. In Somplar staat een van de grootste houtzagerijen van Duitsland, Ante Holz. Hier wordt van lokaal hout tuinhout gemaakt. Het complex is ongeveer 1 vierkante kilometer groot. De productie geschiedt in continudiensten. In het dorp zelf is nog een werkplaats waar sluitwerk wordt gemaakt, Hoppe. In 1974 is er een vakantiehuizenpark gerealiseerd, Feriengebiet "Auf den Betten". Als eerste hebben een aantal Nederlanders huizen gebouwd. Daaruit is een kleine Nederlandse kolonie ontstaan. In 1978 is er een aangrenzend gebied ontsloten voor vakantiehuizen. Het eerste gebied kenmerkt zich door openheid en uitzicht, het tweede gebied is meer in het bos gelegen. Het vakantiegebied ligt op 600 m hoogte. Vlak bij het vakantiegebied ligt een berg met een dubbeltop, "der Hohe Stein". Op de flanken van deze berg zijn een eenvoudige verlichte skipiste aangelegd en twee langlaufpistes, een van 6 km en een van 9 km. Het gebied is, net als Winterberg, niet sneeuwzeker, maar de kans is wel groot.
Bromkichen heeft een karakteristiek raadhuis (nu in gebruik als bakkerij) en een kerk. In het dorp zijn de basisvoorzieningen aanwezig, bakker, geldautomaat), slager en een kleine levensmiddelenwinkel.
Het eerste weekende van augustus vindt het grote festiviteit van het dorp plaats: Schützenfest. Tijdens dit traditionele feest vindt een schietwedstrijd plaats.
De gemeente heeft samen met Hallenberg een eigen waterbron. Deze ligt tussen Bromskirchen en Somplar. In de jaren negentig is een groot reservoir aangelegd aan de top van de skihelling van de Hohe Stein.

## Plaatsen in de gemeente Bromskirchen
- Bromskirchen
- Dachsloch
- Neuludwigsdorf
- Seibelsbach
- Somplar

Allendorf (Eder) ·
Bad Arolsen ·
Bad Wildungen ·
Battenberg (Eder) ·
Bromskirchen ·
Burgwald ·
Diemelsee ·
Diemelstadt ·
Edertal ·
Frankenau ·
Frankenberg (Eder) ·
Gemünden (Wohra) ·
Haina (Kloster) ·
Hatzfeld (Eder) ·
Korbach ·
Lichtenfels ·
Rosenthal ·
Twistetal ·
Vöhl ·
Volkmarsen ·
Waldeck ·
Willingen (Upland)